# 布阿拉 (所羅門群島)
布阿拉（英語：Buala）是索羅門群島伊莎貝爾省的首府。布阿拉位於聖伊莎貝爾島上，根據索羅門群島政府於2009年所作的人口調查之數據顯示，居住於布阿拉的總人口數為2813人。布阿拉的氣候類型屬於熱帶雨林氣候。